# Traugott Gerber
Traugott Gerber (Zodel, janeiro de 1710 — Vyborg, 8 de Fevereiro de 1743) foi um médico e botânico alemão que emigrou para a Rússia onde ensinou botânica em Moscovo e foi médico militar. Faleceu aos 33 anos em Vyborg, então fronteira finlandesa a norte de São Petersburgo, quando acompanhava o exército russo em campanha. O seu nome é recordado pelo género Gerbera, produtor de uma das flores de corte mais comercializadas no Mundo.

## Biografia
Traugott Gerber foi baptizado a 16 de Janeiro de 1710 na pequena aldeia de Zodel, na Alta Lusácia filho de Johann George Gerber, um pastor luterano que havia falecido dezesseis semanas antes.
Pouco se sabe sobre a infância de Traugott Gerber, apenas se suspeita que tenha feito os seus estudos preparatórios na vizinha cidade Görlitz.
A 29 de Abril de 1730 matriculou-se na Universidade de Leipzig, cursando Medicina. Após 5 anos de estudo, a 26 de Junho de 1735 solicitou a sua apresentação de dissertação. A dissertação intitulava-se De Thoracibus, tendo Gerber sido aprovado em 29 de Julho daquele ano.
Apesar de formado em medicina, tinha interesse pela botânica, em especial pelas plantas medicinais, área em que parede ter conseguido alguma experiência.
Através de uma recomendação do médico privado da czarina Anna Iwanowna, foi contratado para criar um jardim botânico em Moscovo e instruir os estudantes de medicina daquela cidade em matérias de herbologia médica.
Entre 1735 e 1742 trabalhou como médico na Rússia, ao mesmo tempo que cuidava do Jardim Botânico, o primeiro do país, e ensinava herbologia aos estudantes da Universidade de Moscovo. Nesse período realizou algumas viagens de exploração botânica na Rússia com o objectivo de identificar plantas medicinais. 
Em 1742 acompanhou, como médico militar, o exército russo que partiu em campanha para a Finlândia. Viria a falecer a 8 de Fevereiro de 1743, com apenas 33 anos de idade, em Vyborg, em território então finlandês a norte de São Petersburgo. 
Conservam-se algumas cartas que endereçou a Albrecht von Haller e existe documentação, incluindo relatórios das suas expedições botânicas, em arquivos russos.
Correspondia-se com cientistas próximos de Carolus Linnaeus, o que provavelmente explica o facto de um dos alunos daquele cientista, o holandês Jan Frederik Gronovius, ter atribuído em 1737 o nome Gerbera a um género de plantas sul-africanas, que hoje produz a quinta flor de corte mais comercializada no planeta.
Na Alemanha foi fundada a Traugott-Gerber-Gesellschaft e.V. (Associação Traugott Gerber), com sede na sua aldeia natal de Zodel (Oberlausitz), a qual reuniu a pouca documentação disponível sobre Gerber e espera construir um pequeno museu (o Traugott-Gerber-Museum de Zodel).